# Nepalkanchia
Genre
Synonymes
- Kanchia Martens, 1987 nec Moore, 1883

Nepalkanchia est un genre d'opilions eupnois de la famille des Sclerosomatidae.

## Distribution
Les espèces de ce genre sont endémiques du Népal.

## Liste des espèces
Selon World Catalogue of Opiliones (12/05/2021) :
- Nepalkanchia pluviosilvestris (Martens, 1987)
- Nepalkanchia silvicola (Martens, 1987)

## Publications originales
- Martens, 1990 : « Nepalkanchia nom. nov. (Arachnida: Opiliones). » Entomologische Zeitschrift mit Insektenbörse, vol. 100, no 18, p. 352.
- Martens, 1987 : « Opiliones aus dem Nepal-Himalaya. VI. Gagrellinae (Arachnida: Phalangiidae). » Courier Forschungsinstitut Senckenberg, vol. 93, p. 87–202.